# Grille (cryptologie)
Pour les articles homonymes, voir Grille.
La grille de décodage est une grille créée pour la construction et la lecture de textes secrets ou messages codés à l’intérieur d’un texte d’apparence innocente.

## Différentes grilles
- La grille de Cardan, établie à partir d’une feuille de carton comportant des perforations conventionnelles, elle est utilisée pour la lecture des correspondances secrètes. Celui qui écrit le message et celui qui doit le déchiffrer, doivent avoir la même grille. Cette méthode de chiffrement a été introduite en 1550 par le mathématicien Italien Gerolamo Cardano (1501-1576)  (Jérôme Cardan en français).
- Le bâton de Scytale était un bâton de bois utilisé pour lire ou écrire une dépêche chiffrée. Considérée comme le plus ancien dispositif de cryptographie militaire connue[1], elle permettait l'inscription d'un message chiffré sur une fine lanière de cuir ou de parchemin que le messager pouvait porter à sa ceinture.

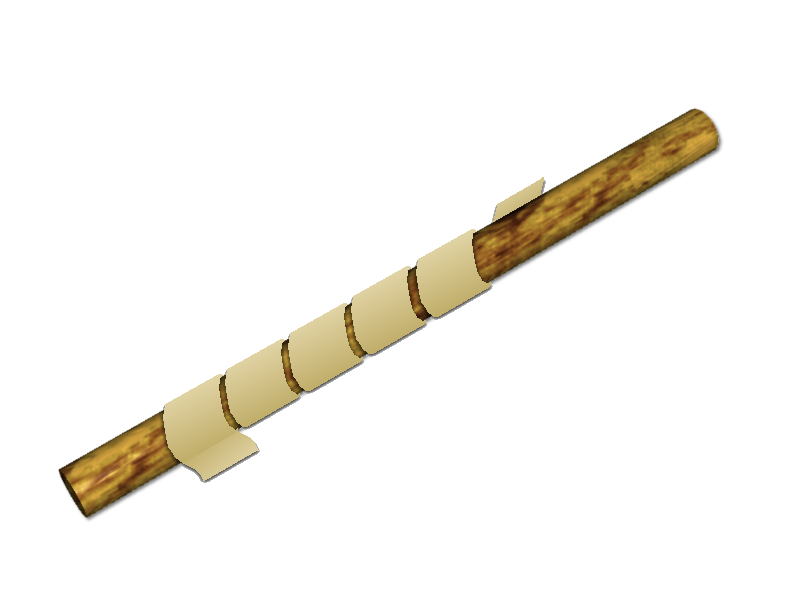
Le bâton de Scytale